# 查温洛·里奇查力安沙功
查温洛·里奇查力安沙功（1998年5月17日—），昵称Fame，是一名童星出身的泰国男演员。代表作有《我家乐翻天》、《鬼校亡友》、《梦中注定》、《驶入心途》等。